# Список Героев Советского Союза (Габайдулин — Гаркуша)
В настоящем списке представлены в алфавитном порядке все Герои Советского Союза, чьи фамилии начинаются с буквы «Г» (всего 756 человек, из них 15 удостоены звания дважды). Список содержит даты Указов Президиума Верховного Совета СССР о присвоении звания, информацию о роде войск, должности и воинском звании Героев на дату представления к присвоению звания Героя Советского Союза, годах их жизни.
Ударения в фамилиях Героев приведены по книге «Герои Советского Союза: Краткий биографический словарь / Пред. ред. коллегии И. Н. Шкадов. — М.: Воениздат, 1987. — Т. 1 /Абаев — Любичев/. — 911 с. — 100 000 экз. — ISBN отс., Рег. № в РКП 87-95382.».
- Персиковым цветом  в таблице выделены Герои, удостоенные звания дважды и более раз.
- Серым цветом  в таблице выделены Герои, представленные к званию посмертно.

| Навигационная таблица | Навигационная таблица                |
| --------------------- | ------------------------------------ |
| «Г»                   | Габайдулин Геннадий — Гаркуша Кузьма |
| «Г»                   | Гаркуша Николай — Гнидаш Кузьма      |
| «Г»                   | Гнидо Пётр — Горбач Михаил           |
| «Г»                   | Горбач Феодосий — Грецкий Пётр       |
| «Г»                   | Гречаный Парфентий — Губанов Николай |
| «Г»                   | Губарев Алексей — Гущин Фёдор        |

| № п/п | Фамилия Имя Отчество                                                                                                | Дата Указа            | Род войск    | Должность | Звание                        | Годы жизни                                | БС ГС НЛ                        |
| ----- | --- | --------------------- | ------------ | --- | ----------------------------- | ----------------------------------------- | ------------------------------- |
| 1     | Габайду́лин Геннадий Габайдулович тат. Гөбәйдуллин Гыйниятулла Гөбәйдулла улы                                        | 24.03.1942            | артиллерия   | командир отделения разведчиков 24-го отдельного гвардейского миномётного дивизиона РГК в составе войск Калининского фронта | гвардии сержант               | 15.06.1914 — 14.05.1981                   | [ БС 1 ] [ ГС 1 ] [ НЛ 1 ]      |
| 2     | Габдрахма́нов Бари Галеевич тат. Габдрахманов Бари Гали улы                                                          | 13.09.1944            | артиллерия   | наводчик орудия 233-го гвардейского артиллерийского полка 95-й гвардейской стрелковой дивизии 5-й гвардейской армии 2-го Украинского фронта | гвардии младший сержант       | 25.05.1912 — 23.01.1944                   | [ БС 1 ] [ ГС 2 ] [ НЛ 2 ]      |
| 3     | Габдраши́тов Фазулла Габдуллинович тат. Габдрәшитов Фәйзулла Габдулла улы                                            | 15.01.1944            | кавалерия    | первый номер расчёта станкового пулемёта 60-го гвардейского кавалерийского полка 16-й гвардейской кавалерийской дивизии 7-го гвардейского кавалерийского корпуса 61-й армии Центрального фронта                                                    | гвардии красноармеец          | 25.10.1903 — 05.04.1975                   | [ БС 1 ] [ ГС 3 ] [ НЛ 3 ]      |
| 4     | Габду́ллин Малик каз. Ғабдуллин Мәлік                                                                                | 30.01.1943            | комиссар     | военный комиссар батальона 23-го гвардейского стрелкового полка 8-й гвардейской стрелковой дивизии 3-й ударной армии Калининского фронта | гвардии старший политрук      | 15.11.1915 — 02.01.1973                   | [ БС 1 ] [ ГС 4 ] [ НЛ 4 ]      |
| 5     | Га́блия Варлам Алексеевич                                                                                            | 15.05.1946            | артиллерия   | командир миномётного расчёта 144-го батальона морской пехоты 83-й морской стрелковой бригады 46-й армии 2-го Украинского фронта | старший сержант               | 12.11.1902 — 28.12.1982                   | [ БС 1 ] [ ГС 5 ] [ НЛ 5 ]      |
| 6     | Га́бов Евгений Григорьевич                                                                                           | 24.03.1945            | артиллерия   | командир огневого взвода 1972-го истребительно-противотанкового артиллерийского полка 45-й истребительно-противотанковой артиллерийской бригады РГК в составе 51-й армии 1-го Прибалтийского фронта                                                | младший лейтенант             | 26.10.1922 — 22.06.2001                   | [ БС 2 ] [ ГС 6 ] [ НЛ 6 ]      |
| 7     | Га́бов Николай Николаевич коми Габов Николай Николаевич                                                              | 13.09.1944            | артиллерия   | разведчик штабной батареи 1-го гвардейского артиллерийского полка 4-й гвардейской воздушно-десантной дивизии 40-й армии 2-го Украинского фронта | гвардии красноармеец          | 28.11.1919 — 15.03.1982                   | [ БС 3 ] [ ГС 7 ] [ НЛ 7 ]      |
| 8     | Габриа́дзе Григорий Иванович груз. გაბრიაძე გრიგოლ                                                                   | 24.03.1945            | пехота       | командир роты 1168-го стрелкового полка 346-й стрелковой дивизии 51-й армии 4-го Украинского фронта | старший лейтенант             | 1917 — 19.04.1944                         | [ БС 3 ] [ ГС 8 ] [ НЛ 8 ]      |
| 9     | Габру́сев Алексей Константинович                                                                                     | 10.01.1944            | пехота       | помощник командира взвода разведки 465-го стрелкового полка 167-й стрелковой дивизии 1-го Украинского фронта | старший сержант               | 01.01.1922 — 09.09.2007                   | [ БС 3 ] [ ГС 9 ] [ НЛ 9 ]      |
| 10    | Га́вва Иван Степанович                                                                                               | 27.02.1945            | артиллерия   | наводчик самоходной артиллерийской установки СУ-100 393-го гвардейского самоходно-артиллерийского полка 12-го гвардейского танкового корпуса 2-й гвардейской танковой армии 1-го Белорусского фронта                                               | гвардии старший сержант       | 06.04.1918 — 21.04.1945                   | [ БС 3 ] [ ГС 10 ] [ НЛ 10 ]    |
| 11    | Га́вриков Владимир Алексеевич                                                                                        | 24.03.1945            | танкист      | командир танка Т-34 257-го танкового батальона 108-й танковой бригады 9-го танкового корпуса 33-й армии 1-го Белорусского фронта | лейтенант                     | 10.06.1922 — 22.04.1945                   | [ БС 3 ] [ ГС 11 ] [ НЛ 11 ]    |
| 12    | Гавриле́нко Александр Гаврилович                                                                                     | 16.10.1943            | пехота       | командир роты 205-го гвардейского стрелкового полка 70-й гвардейской стрелковой дивизии 13-й армии Центрального фронта | гвардии лейтенант             | 20.08.1920 — 26.09.1943                   | [ БС 3 ] [ ГС 12 ] [ НЛ 12 ]    |
| 13    | Гавриле́нко Леонтий Ильич укр. Гавриленко Леонтій Ілліч                                                              | 29.06.1945            | авиация      | командир звена 167-го гвардейского штурмового авиационного полка 10-й гвардейской штурмовой авиационной дивизии 17-й воздушной армии 3-го Украинского фронта                                                                                       | гвардии лейтенант             | 25.07.1923 — 08.11.1957                   | [ БС 3 ] [ ГС 13 ] [ НЛ 13 ]    |
| 14    | Гаври́лин Николай Митрофанович                                                                                       | 17.10.1943            | пехота       | командир батальона 212-го гвардейского стрелкового полка 75-й гвардейской стрелковой дивизии 60-й армии Центрального фронта | гвардии старший лейтенант     | 22.11.1917 — 29.09.1979                   | [ БС 4 ] [ ГС 14 ] [ НЛ 14 ]    |
| 15    | Гаври́лин Павел Фёдорович                                                                                            | 15.05.1946            | авиация      | командир звена 402-го истребительного авиационного полка 265-й истребительной авиационной дивизии 3-го истребительного авиационного корпуса 16-й воздушной армии 1-го Белорусского фронта                                                          | лейтенант                     | 12.02.1920 — 10.04.1995                   | [ БС 5 ] [ ГС 15 ] [ НЛ 15 ]    |
| 16    | Гаври́лов Аким Андреевич                                                                                             | 13.09.1944            | пехота       | командир взвода 136-го гвардейского стрелкового полка 42-й гвардейской стрелковой дивизии 40-й армии 2-го Украинского фронта | гвардии младший лейтенант     | 22.09.1904 — 22.01.1982                   | [ БС 5 ] [ ГС 16 ] [ НЛ 16 ]    |
| 17    | Гаври́лов Виктор Савельевич                                                                                          | 23.02.1945            | авиация      | старший лётчик 173-го гвардейского штурмового авиационного полка 11-й гвардейской штурмовой авиационной дивизии 16-й воздушной армии 1-го Белорусского фронта                                                                                      | гвардии лейтенант             | 28.09.1919 — 11.07.1980                   | [ БС 5 ] [ ГС 17 ] [ НЛ 17 ]    |
| 18    | Гаври́лов Владимир Николаевич                                                                                        | 22.02.1943            | авиация      | воздушный стрелок-бомбардир 24-го минно-торпедного авиационного полка 5-й бомбардировочной авиационной бригады ВВС Северного флота | сержант                       | 18.04.1921 — 14.01.1943                   | ——                              |
| 19    | Гаври́лов Владимир Яковлевич                                                                                         | 01.05.1943            | авиация      | командир 804-го бомбардировочного авиационного полка 293-й бомбардировочной авиационной дивизии 1-го бомбардировочного авиационного корпуса 3-й воздушной армии Калининского фронта                                                                | майор                         | 16.04.1908 — 30.03.1992                   | [ БС 5 ] [ ГС 19 ] [ НЛ 18 ]    |
| 20    | Гаври́лов Иван Васильевич                                                                                            | 31.05.1945            | танкист      | командир 19-й гвардейской механизированной бригады 8-го гвардейского механизированного корпуса 1-й гвардейской танковой армии 1-го Белорусского фронта                                                                                             | гвардии полковник             | 19.10.1899 — 26.04.1945                   | [ БС 5 ] [ ГС 20 ] [ НЛ 19 ]    |
| 21    | Гаври́лов Иван Самсонович                                                                                            | 29.10.1943            | пехота       | командир отделения 1318-го стрелкового полка 163-й стрелковой дивизии 38-й армии Воронежского фронта | младший сержант               | 1912 — 02.01.1944                         | [ БС 5 ] [ ГС 21 ] [ НЛ 20 ]    |
| 22    | Гаври́лов Кузьма Антонович                                                                                           | 10.01.1944            | связисты     | телефонист 703-й отдельной роты связи 38-й стрелковой дивизии 40-й армии Воронежского фронта | красноармеец                  | 05.09.1922 — 11.09.1997                   | [ БС 6 ] [ ГС 22 ] [ НЛ 21 ]    |
| 23    | Гаври́лов Михаил Иванович (до 1942 года Баляса Михаил) укр. Гаврилов Михайло Іванович                                | 29.06.1945            | пехота       | стрелок 17-го гвардейского стрелкового полка 5-й гвардейской стрелковой дивизии 11-й гвардейской армии 3-го Белорусского фронта | гвардии красноармеец          | 23.02.1924 — 16.01.2009                   | [ БС 7 ] [ ГС 23 ] [ НЛ 22 ]    |
| 24    | Гаври́лов Николай Никитович                                                                                          | 10.04.1945            | танкист      | механик-водитель танка Т-34 53-й гвардейской танковой бригады 6-го гвардейского танкового корпуса 3-й гвардейской танковой армии 1-го Украинского фронта                                                                                           | гвардии сержант               | 16.10.1914 — 17.09.1989                   | [ БС 7 ] [ ГС 24 ] [ НЛ 23 ]    |
| 25    | Гаври́лов Пётр Иванович                                                                                              | 02.09.1943            | авиация      | командир эскадрильи 99-го гвардейского отдельного разведывательного авиационного полка 15-й воздушной армии Брянского фронта | гвардии майор                 | 29.06.1907 — 30.06.1989                   | [ БС 7 ] [ ГС 25 ] [ НЛ 24 ]    |
| 26    | Гаври́лов Пётр Иванович                                                                                              | 24.03.1945            | пехота       | командир отделения 1024-го стрелкового полка 391-й стрелковой дивизии 3-й ударной армии 2-го Прибалтийского фронта | сержант                       | 08.10.1925 — 13.05.1966                   | [ БС 7 ] [ ГС 26 ] [ НЛ 25 ]    |
| 27    | Гаври́лов Пётр Михайлович тат. Гаврилов Пётр Михаил улы                                                              | 30.01.1957            | пехота       | командир 44-го стрелкового полка 42-й стрелковой дивизии 13-й армии Западного фронта | майор                         | 17.06.1900 — 26.01.1979                   | ——                              |
| 28    | Гаври́лов Пётр Филиппович                                                                                            | 22.07.1944            | танкист      | командир танковой роты 34-й гвардейской отдельной танковой бригады 6-й гвардейской армии 1-го Прибалтийского фронта | гвардии старший лейтенант     | 14.10.1914 — 15.07.1968                   | [ БС 8 ] [ ГС 28 ] [ НЛ 26 ]    |
| 29    | Гаври́лов Тимофей Кузьмич                                                                                            | 13.03.1944            | авиация      | командир эскадрильи 102-го авиационного полка 1-й авиационной дивизии 7-го авиационного корпуса Авиации дальнего действия | капитан                       | 20.07.1910 — 30.12.1948                   | [ БС 9 ] [ ГС 29 ] [ НЛ 27 ]    |
| 30    | Гаври́лов Фёдор Гаврилович                                                                                           | 15.01.1944            | пехота       | командир взвода пешей разведки 32-го гвардейского стрелкового полка 12-й гвардейской стрелковой дивизии 61-й армии Центрального фронта | гвардии лейтенант             | 12.01.1915 — 09.05.1946                   | [ БС 9 ] [ ГС 30 ] [ НЛ 28 ]    |
| 31    | Га́вриш Иван Иванович укр. Гавриш Іван Іванович                                                                      | 22.02.1944            | пехота       | командир взвода противотанковых ружей 1118-го стрелкового полка 333-й стрелковой дивизии 6-й армии 3-го Украинского фронта | сержант                       | 18.07.1914 — 04.01.1976                   | [ БС 9 ] [ ГС 31 ] [ НЛ 29 ]    |
| 32    | Га́вриш Иван Фомич укр. Гавриш Іван Хомич                                                                            | 19.04.1945            | авиация      | командир звена 74-го гвардейского штурмового авиационного полка 1-й гвардейской штурмовой авиационной дивизии 1-й воздушной армии 3-го Белорусского фронта                                                                                         | гвардии старший лейтенант     | 07.04.1920 — 30.10.1994                   | [ БС 9 ] [ ГС 32 ] [ НЛ 30 ]    |
| 33    | Га́вриш Павел Иванович укр. Гавриш Павло Іванович                                                                    | 15.01.1944            | инженер      | заместитель командира 12-го отдельного сапёрного батальона 106-й стрелковой дивизии 65-й армии Центрального фронта | старший лейтенант             | 30.12.1917 — 31.01.1968                   | [ БС 9 ] [ ГС 33 ] [ НЛ 31 ]    |
| 34    | Гаври́шко Николай Иосифович укр. Гавришко Микола Йосипович                                                           | 26.04.1944            | танкист      | командир танкового батальона 1-й гвардейской танковой бригады 8-го гвардейского механизированного корпуса 1-й танковой армии 1-го Украинского фронта                                                                                               | гвардии майор                 | 18.10.1912 — 07.06.1976                   | [ БС 9 ] [ ГС 34 ] [ НЛ 32 ]    |
| 35    | Га́врыш Иван Егорович укр. Гавриш Іван Єгорович                                                                      | 20.06.1942            | авиация      | командир звена 21-го дальнебомбардировочного авиационного полка 50-й авиационной дивизии Авиации дальнего действия | капитан                       | 16.01.1918 — 01.02.2002                   | [ БС 10 ] [ ГС 35 ] [ НЛ 33 ]   |
| 36    | Гага́нов Алексей Георгиевич                                                                                          | 31.05.1945            | танкист      | командир танка Т-34 267-го танкового батальона 23-й танковой бригады 9-го танкового корпуса 3-й ударной армии 1-го Белорусского фронта | старший лейтенант             | 23.02.1923 — 16.06.1989                   | [ БС 11 ] [ ГС 36 ] [ НЛ 34 ]   |
| 37    | Гага́рин Егор Мартынович                                                                                             | 19.04.1945            | артиллерия   | наводчик орудия 896-го артиллерийского полка 331-й стрелковой дивизии 31-й армии 3-го Белорусского фронта | младший сержант               | 01.06.1902 — 04.01.1945                   | [ БС 11 ] [ ГС 37 ] [ НЛ 35 ]   |
| 38    | Гага́рин Пётр Петрович                                                                                               | 24.03.1945            | инженер      | сапёр 4-го отдельного инженерно-сапёрного батальона 51-й инженерно-сапёрной бригады 46-й армии 2-го Украинского фронта | красноармеец                  | 20.01.1909 — 16.04.1962                   | [ БС 11 ] [ ГС 38 ] [ НЛ 36 ]   |
| 39    | Гага́рин Юрий Алексеевич                                                                                             | 14.04.1961            | космонавт    | пилот космического корабля «Восток», космонавт СССР и мира № 1, лётчик-космонавт Центра подготовки космонавтов Военно-воздушных сил СССР | майор                         | 09.03.1934 — 27.03.1968                   | ——                              |
| 40    | Гаги́ев Александр Максимович осет. Гæджиты Алыксандр                                                                 | 06.03.1945            | авиация      | командир звена 1-го гвардейского минно-торпедного авиационного полка 8-й минно-торпедной авиационной дивизии ВВС Балтийского флота | гвардии лейтенант             | 16.06.1922 — 30.09.1981                   | [ БС 11 ] [ ГС 40 ] [ НЛ 37 ]   |
| 41    | Гагка́ев Алихан Андреевич осет. Гагкайты Алихан                                                                      | 06.05.1965            | артиллерия   | командир батареи 1008-го истребительно-противотанкового артиллерийского полка 1-й танковой армии Воронежского фронта | старший лейтенант             | 25.05.1917 — 05.07.1943                   | ——                              |
| 42    | Гадельши́н Хамит Габдуллович тат. Гаделшин Хамит Габдулла улы                                                        | 22.02.1944            | связисты     | старший радиотелеграфист 1449-й отдельной роты связи 31-й стрелковой дивизии 46-й армии Степного фронта | сержант                       | 10.07.1923 — 10.01.2000                   | [ БС 11 ] [ ГС 42 ] [ НЛ 38 ]   |
| 43    | Гаджи́ев Магомет Имадутдинович (Гаджиев Магомед Имадутдинович)                                                       | 23.10.1942            | морской флот | командир 1-го дивизиона бригады подводных лодок Северного флота | капитан 2-го ранга            | 20.12.1907 — 12.05.1942                   | [ БС 12 ] [ ГС 43 ] [ НЛ 39 ]   |
| 44    | Газизу́ллин Ибрагим Галимович тат. Газизуллин Ибраһим Галим улы                                                      | 01.07.1944            | авиация      | заместитель командира эскадрильи 667-го штурмового авиационного полка 292-й штурмовой авиационной дивизии 1-го штурмового авиационного корпуса 5-й воздушной армии 2-го Украинского фронта                                                         | старший лейтенант             | 03.06.1919 — 30.05.1944                   | [ БС 13 ] [ ГС 44 ] [ НЛ 40 ]   |
| 45    | Га́зин Василий Петрович                                                                                              | 24.03.1945            | пехота       | стрелок 1293-го стрелкового полка 160-й стрелковой дивизии 70-й армии 1-го Белорусского фронта | красноармеец                  | 14.10.1920 — 18.07.1944                   | [ БС 13 ] [ ГС 45 ] [ НЛ 41 ]   |
| 46    | Гайворо́нский Иван Иванович укр. Гайворонський Іван Іванович                                                         | 22.02.1944            | пехота       | автоматчик 182-го гвардейского стрелкового полка 62-й гвардейской стрелковой дивизии 37-й армии Степного фронта | гвардии младший сержант       | 1925 — 24.07.1944                         | [ БС 13 ] [ ГС 46 ] [ НЛ 42 ]   |
| 47    | Гайдаре́нко Степан Степанович укр. Гайдаренко Степан Степанович                                                      | 22.02.1939            | авиация      | командир бомбардировочной авиационной эскадрильи в составе Национально-революционной армии Китая | старший лейтенант             | 07.01.1909 — 28.08.1977                   | ——                              |
| 48    | Гайда́ш Александр Никитович укр. Гайдаш Олександр Микитович                                                          | 09.10.1943            | артиллерия   | командир огневого взвода 92-й тяжёлой гаубичной артиллерийской бригады 17-й артиллерийской дивизии 7-го артиллерийского корпусa прорыва РГК в составе 27-й армии Воронежского фронта                                                               | младший лейтенант             | 27.08.1916 — 17.01.2008                   | [ БС 13 ] [ ГС 48 ] [ НЛ 43 ]   |
| 49    | Гайдуко́в Владимир Николаевич                                                                                        | 03.06.1944            | артиллерия   | начальник артиллерии 737-го стрелкового полка 206-й стрелковой дивизии 47-й армии Воронежского фронта | старший лейтенант             | 04.01.1923 — 01.07.2006                   | [ БС 13 ] [ ГС 49 ] [ НЛ 44 ]   |
| 50    | Гайду́ков Семён Васильевич укр. Гайдуков Семен Васильович                                                            | 19.04.1945            | пехота       | пулемётчик пулемётной роты 349-го стрелкового полка 26-й стрелковой дивизии 43-й армии 3-го Белорусского фронта | ефрейтор                      | 29.01.1925 — 06.07.1996                   | [ БС 13 ] [ ГС 50 ] [ НЛ 45 ]   |
| 51    | Гайды́м Иван Яковлевич укр. Гайдим Іван Якович                                                                       | 22.07.1944            | пехота       | командир роты 213-го гвардейского стрелкового полка 71-й гвардейской стрелковой дивизии 6-й гвардейской армии 1-го Прибалтийского фронта | гвардии капитан               | 11.11.1916 — 24.06.1944                   | [ БС 14 ] [ ГС 51 ] [ НЛ 46 ]   |
| 52    | Гайко́ Андрей Самойлович                                                                                             | 04.06.1944            | пехота       | командир взвода 1126-го стрелкового полка 334-й стрелковой дивизии 43-я армия 1-го Прибалтийского фронта | лейтенант                     | 23.01.1920 — 26.12.1943                   | [ БС 15 ] [ ГС 52 ] [ НЛ 47 ]   |
| 53    | Гайну́лин Иван Ефимович                                                                                              | 27.06.1945            | артиллерия   | командир орудия батареи 45-мм пушек 667-го стрелкового полка 218-й стрелковой дивизии 6-й армии 1-го Украинского фронта | старший сержант               | 18.09.1924 — 03.02.1977                   | [ БС 15 ] [ ГС 53 ] [ НЛ 48 ]   |
| 54    | Гайнутди́нов Вячеслав Карибулович тат. Гайнетдинов Вячеслав Кәрибулла улы                                            | 28.04.1980            | авиация      | командир эскадрильи вертолётов 181-го отдельного вертолётного полка ВВС 40-й армии Ограниченного контингента советских войск в Афганистане | майор                         | 06.11.1947 — 17.08.1980                   | ——                              |
| 55    | Гайнутди́нов Махметин Галентинович (Гайнутдинов Дмитрий Галентинович) тат. Гайнетдинов Мөхәммәтдин Галентин улы      | 30.10.1943            | связисты     | командир взвода роты связи 43-го стрелкового полка 106-й стрелковой дивизии 65-й армии Центрального фронта | старшина                      | 17.08.1921 — 07.05.1993                   | [ БС 15 ] [ ГС 55 ] [ НЛ 49 ]   |
| 56    | Га́йсин Ахметсафа Гайсинович тат. Гайсин Әхмәтсафа Гайсә улы                                                         | 22.02.1944            | пехота       | командир взвода 185-го гвардейского стрелкового полка 60-й гвардейской стрелковой дивизии 12-й армии 3-го Украинского фронта | гвардии младший лейтенант     | 1918 — 27.11.1943                         | [ БС 15 ] [ ГС 56 ] [ НЛ 50 ]   |
| 57    | Га́йсин Хасан Назирович баш. Ғайсин Хәсән Назар улы                                                                  | 24.03.1945            | пехота       | командир пулемётного расчёта 700-го стрелкового полка 204-й стрелковой дивизии 51-й армии 1-го Прибалтийского фронта | сержант                       | 08.05.1908 — 12.08.1991                   | [ БС 15 ] [ ГС 57 ] [ НЛ 51 ]   |
| 58    | Гайфу́ллин Абдрахман Зайнуллович баш. Ғәйфуллин Абдрахман Зәйнулла улы                                               | 31.05.1945            | пехота       | командир пулемётной роты 37-го гвардейского стрелкового полка 12-й гвардейской стрелковой дивизии 61-й армии 1-го Белорусского фронта | гвардии лейтенант             | 06.09.1908 — 17.04.1945                   | [ БС 16 ] [ ГС 58 ] [ НЛ 52 ]   |
| 59    | Га́ккель Михаил Адельбертович                                                                                        | 24.03.1945            | артиллерия   | командир отделения разведки 81-го гаубичного артиллерийского полка РГК в составе войск Отдельной Приморской армии | старший сержант               | 1918 — 22.07.1944                         | [ БС 17 ] [ ГС 59 ] [ НЛ 53 ]   |
| 60    | Гала́нов Геннадий Васильевич                                                                                         | 15.05.1946            | авиация      | командир звена 91-го гвардейского штурмового авиационного полка 4-й гвардейской штурмовой авиационной дивизии 5-го штурмового авиационного корпуса 5-й воздушной армии 2-го Украинского фронта                                                     | гвардии лейтенант             | 02.02.1922 — 24.01.1981                   | [ БС 17 ] [ ГС 60 ] [ НЛ 54 ]   |
| 61    | Гала́тов Александр Миронович                                                                                         | 23.10.1943            | пехота       | наводчик противотанкового ружья 957-го стрелкового полка 309-й стрелковой дивизии 40-й армии Воронежского фронта | красноармеец                  | 10.09.1923 — июнь 1944 (пропал без вести) | [ БС 17 ] [ ГС 61 ] [ НЛ 55 ]   |
| 62    | Гала́хов Василий Иванович                                                                                            | 15.01.1940            | связисты     | командир отделения связи 286-го стрелкового полка 90-й стрелковой дивизии 7-й армии Северо-Западного фронта | отделенный командир           | 14.01.1915 — 13.04.1992                   | ——                              |
| 63    | Гале́ев Фахрази Галеевич тат. Галиев Фәхрази Гали улы                                                                | 19.03.1944            | артиллерия   | наводчик орудия 1248-го истребительно-противотанкового артиллерийского полка РГК в составе 12-й армии Юго-Западного фронта | младший сержант               | 12.02.1912 — 13.05.1997                   | [ БС 17 ] [ ГС 63 ] [ НЛ 56 ]   |
| 64    | Гале́цкий Александр Демьянович                                                                                       | 10.04.1945            | артиллерия   | командир дивизиона 233-го гвардейского артиллерийского полка 95-й гвардейской стрелковой дивизии 5-й гвардейской армии 1-го Украинского фронта | гвардии капитан               | 21.03.1914 — 16.04.1945                   | [ БС 17 ] [ ГС 64 ] [ НЛ 57 ]   |
| 65    | Гале́цкий Анатолий Кузьмич укр. Галецький Анатолій Кузьмич                                                           | 17.10.1943            | артиллерия   | командир дивизиона 206-го гвардейского лёгкого артиллерийского полка 3-й гвардейской лёгкой артиллерийской бригады 1-й гвардейской артиллерийской дивизии прорыва РГК в составе 60-й армии Воронежского фронта                                     | гвардии старший лейтенант     | 03.07.1923 — 25.04.1981                   | [ БС 17 ] [ ГС 65 ] [ НЛ 58 ]   |
| 66    | Гале́цкий Пётр Антонович бел. Галецкі Пётр Антонавіч                                                                 | 08.05.1965            | партизан     | активный участник партизанской борьбы в Белоруссии, подрывник партизанского отряда «Победа» Витебской области | —                             | 20.05.1919 — 20.10.1942                   | ——                              |
| 67    | Гали́бин Николай Иванович                                                                                            | 19.04.1945            | инженер      | командир сапёрного взвода 51-го отдельного сапёрного батальона 13-го гвардейского стрелкового корпуса 43-й армии 3-го Белорусского фронта | старшина                      | 02.01.1919 — 23.12.1972                   | [ БС 18 ] [ ГС 67 ] [ НЛ 59 ]   |
| 68    | Гали́ев Нургали Мухаметгалиевич (Галиев Нургалий) тат. Галиев Нургали Мөхәммәтгали улы                               | 26.10.1943            | инженер      | сапёр 387-го отдельного сапёрного батальона 213-й стрелковой дивизии 7-й гвардейской армии Степного фронта | красноармеец                  | 25.05.1914 — 28.04.1977                   | [ БС 18 ] [ ГС 68 ] [ НЛ 60 ]   |
| 69    | Галимзя́нов Салимзян Галимзянович тат. Галимҗанов Сәлимҗан Галимҗан улы                                              | 26.10.1943            | пехота       | стрелок 225-го гвардейского стрелкового полка 78-й гвардейской стрелковой дивизии 7-й гвардейской армии Степного фронта | гвардии красноармеец          | 25.09.1915 — 12.07.2005                   | [ БС 18 ] [ ГС 69 ] [ НЛ 61 ]   |
| 70    | Гали́мов Вахит Газизович баш. Ғәлимов Вәхит Ғәзим улы                                                                | 22.02.1944            | пехота       | снайпер 100-го гвардейского стрелкового полка 35-й гвардейской стрелковой дивизии 6-й армии 3-го Украинского фронта | гвардии старший сержант       | 1921 — 28.10.1943                         | [ БС 18 ] [ ГС 70 ] [ НЛ 62 ]   |
| 71    | Га́лин Михаил Петрович                                                                                               | 27.06.1945            | пехота       | командир пулемётной роты мотострелкового батальона 17-й гвардейской механизированной бригады 6-го гвардейского механизированного корпуса 4-й гвардейской танковой армии 1-го Украинского фронта                                                    | гвардии капитан               | 08.11.1918 — 17.09.1998                   | [ БС 18 ] [ ГС 71 ] [ НЛ 63 ]   |
| 72    | Га́лин Пётр Иванович                                                                                                 | 24.03.1945            | артиллерия   | командир батареи самоходных артиллерийских установок СУ-85 1452-го самоходного артиллерийского полка РГК в составе 19-го танкового корпуса 1-го Прибалтийского фронта                                                                              | лейтенант                     | 30.01.1923 — 02.04.1990                   | [ БС 18 ] [ ГС 72 ] [ НЛ 64 ]   |
| 73    | Га́лицкий Борис Карпович                                                                                             | 01.05.1957            | авиация      | лётчик-испытатель авиазавода № 23 (город Москва) | полковник                     | 31.07.1914 — 26.09.1965                   | ——                              |
| 74    | Га́лицкий Иван Павлович                                                                                              | 29.05.1945            | генерал      | заместитель командующего войсками — начальник инженерных войск 1-го Украинского фронта | генерал-полковник             | 09.02.1897 — 08.03.1987                   | [ БС 18 ] [ ГС 74 ] [ НЛ 65 ]   |
| 75    | Га́лицкий Кузьма Никитович                                                                                           | 19.04.1945            | генерал      | командующий войсками 11-й гвардейской армии 3-го Белорусского фронта | генерал-полковник             | 24.10.1897 — 14.03.1973                   | [ БС 19 ] [ ГС 75 ] [ НЛ 66 ]   |
| 76    | Га́лицкий Николай Васильевич укр. Галицький Микола Васильович                                                        | 27.02.1945            | пехота       | командир пулемётного расчёта 177-го гвардейского стрелкового полка 60-й гвардейской стрелковой дивизии 5-й ударной армии 1-го Белорусского фронта                                                                                                  | гвардии старший сержант       | 19.12.1918 — 04.08.1976                   | [ БС 20 ] [ ГС 76 ] [ НЛ 67 ]   |
| 77    | Га́лкин Виктор Павлович                                                                                              | 17.11.1943            | пехота       | старший адъютант батальона 1339-го стрелкового полка 318-й стрелковой дивизии 18-й армии Северо-Кавказского фронта | старший лейтенант             | 27.04.1901 — 17.09.1953                   | [ БС 20 ] [ ГС 77 ] [ НЛ 68 ]   |
| 78    | Га́лкин Владимир Александрович                                                                                       | 24.03.1945            | танкист      | командир 32-го танкового полка 16-й гвардейской кавалерийской дивизии 7-го гвардейского кавалерийского корпуса 1-го Белорусского фронта | подполковник                  | 22.05.1908 — 27.12.1944                   | [ БС 20 ] [ ГС 78 ] [ НЛ 69 ]   |
| 79    | Га́лкин Иван Никитович                                                                                               | 17.10.1943            | пехота       | командир отделения 212-го гвардейского стрелкового полка 75-й гвардейской стрелковой дивизии 60-й армии Центрального фронта | гвардии сержант               | 08.03.1924 — 23.10.1969                   | [ БС 20 ] [ ГС 79 ] [ НЛ 70 ]   |
| 80    | Га́лкин Кузьма Иванович укр. Галкін Кузьма Іванович                                                                  | 08.05.1965            | партизан     | активный участник коммунистического подполья на Украине, руководитель подпольной организации в городе Хотин Черновицкой области | —                             | 25.10.1924 — 24.10.1942                   | ——                              |
| 81    | Га́лкин Михаил Васильевич                                                                                            | 13.09.1944            | артиллерия   | заместитель командира 576-го артиллерийского полка 167-й стрелковой дивизии 40-й армии 1-го Украинского фронта | майор                         | 17.09.1909 — 14.01.1944                   | [ БС 21 ] [ ГС 81 ] [ НЛ 71 ]   |
| 82    | Га́лкин Михаил Петрович                                                                                              | 27.03.1942            | авиация      | командир звена 4-го истребительного авиационного полка 20-й смешанной авиационной дивизии 9-й армии Южного фронта | лейтенант                     | 12.02.1917 — 21.07.1942                   | [ БС 21 ] [ ГС 82 ] [ НЛ 72 ]   |
| 83    | Га́лкин Павел Андреевич                                                                                              | 19.08.1944            | авиация      | штурман звена 9-го гвардейского минно-торпедного авиационного полка 5-й минно-торпедной авиационной дивизии ВВС Северного флота | гвардии лейтенант             | 15.12.1922 — 15.06.2021                   | [ БС 21 ] [ ГС 83 ] [ НЛ 73 ]   |
| 84    | Га́лкин Фёдор Ульянович                                                                                              | 31.05.1945            | пехота       | заместитель командира 230-й стрелковой дивизии 5-й ударной армии 1-го Белорусского фронта | полковник                     | 03.03.1907 — 09.02.1967                   | [ БС 21 ] [ ГС 84 ] [ НЛ 74 ]   |
| 85    | Галла́й Марк Лазаревич арм. מארק לעזרביץ' גלאי                                                                       | 01.05.1957            | авиация      | лётчик-испытатель ОКБ В. М. Мясищева | полковник                     | 16.04.1914 — 14.07.1998                   | ——                              |
| 86    | Га́лочкин Виктор Иванович                                                                                            | 13.09.1944            | артиллерия   | наводчик миномёта 285-го миномётного полка 5-го гвардейского механизированного корпуса 5-й гвардейской танковой армии 2-го Украинского фронта | сержант                       | 16.03.1925 — 15.12.1943                   | [ БС 21 ] [ ГС 86 ] [ НЛ 75 ]   |
| 87    | Галуга́н Алексей Иванович укр. Галуган Олексій Іванович                                                              | 10.04.1945            | пехота       | командир роты 337-го гвардейского стрелкового полка 121-й гвардейской стрелковой дивизии 13-й армии 1-го Украинского фронта | гвардии старший лейтенант     | 21.03.1912 — 01.11.1948                   | [ БС 21 ] [ ГС 87 ] [ НЛ 76 ]   |
| 88    | Галу́за Григорий Григорьевич укр. Галуза Григорій Григорович                                                         | 24.03.1945            | пехота       | командир разведывательной роты 9-й гвардейской механизированной бригады 3-го гвардейского механизированного корпуса 1-го Прибалтийского фронта | гвардии капитан               | 21.01.1918 — 08.12.2006                   | [ БС 22 ] [ ГС 88 ] [ НЛ 77 ]   |
| 89    | Галусташви́ли Сократ Алексеевич (Галустян Сократ Алексеевич) арм. Գալստյան Սոկրատ Ալեքսեյի груз. გალუსტაშვილი სოკრატ | 03.06.1944            | пехота       | пулемётчик 8-го гвардейского отдельного пулемётно-артиллерийского батальона 1-го гвардейского укреплённого района 28-й армии 3-го Украинского фронта                                                                                               | гвардии красноармеец          | 15.10.1920 — 29.03.1981                   | [ БС 23 ] [ ГС 89 ] [ НЛ 78 ]   |
| 90    | Галу́тва Григорий Данилович                                                                                          | 24.03.1945            | пехота       | командир батальона 558-го стрелкового полка 159-й стрелковой дивизии 5-й армии 3-го Белорусского фронта | старший лейтенант             | 27.12.1916 — 24.11.2002                   | [ БС 23 ] [ ГС 90 ] [ НЛ 79 ]   |
| 91    | Галу́шин Прокопий Иванович                                                                                           | 29.06.1945            | пехота       | разведчик взвода пешей разведки 332-го гвардейского стрелкового полка 104-й гвардейской стрелковой дивизии 9-й гвардейской армии 3-го Украинского фронта                                                                                           | гвардии красноармеец          | 21.08.1925 — 18.03.1945                   | [ БС 23 ] [ ГС 91 ] [ НЛ 80 ]   |
| 92    | Галу́шкин Борис Лаврентьевич                                                                                         | 05.11.1944            | нквд         | командир отряда специального назначения «Помощь» оперативной группы «Артур» НКГБ СССР | лейтенант                     | 12.08.1919 — 15.06.1944                   | ——                              |
| 93    | Галу́шкин Василий Максимович                                                                                         | 17.10.1943            | пехота       | стрелок 212-го гвардейского стрелкового полка 75-й гвардейской стрелковой дивизии 60-й армии Центрального фронта | гвардии красноармеец          | 08.03.1925 — 05.01.1979                   | [ БС 23 ] [ ГС 93 ] [ НЛ 81 ]   |
| 94    | Галь Алексей Трофимович                                                                                             | 01.11.1943            | пехота       | стрелок 1372-го стрелкового полка 417-й стрелковой дивизии 44-й армии Южного фронта | красноармеец                  | 1924 — 10.10.1943                         | [ БС 23 ] [ ГС 94 ] [ НЛ 82 ]   |
| 95    | Гальпе́рин Анатолий Владимирович                                                                                     | 04.06.1944            | артиллерия   | командир батареи 951-го артиллерийского полка 391-й стрелковой дивизии 22-й армии 2-го Прибалтийского фронта | старший лейтенант             | 28.10.1923 — 19.01.1966                   | [ БС 23 ] [ ГС 95 ] [ НЛ 83 ]   |
| 96    | Гальпе́рн Владимир Иванович                                                                                          | 24.03.1945            | танкист      | командир взвода танков КВ-122 30-го гвардейского тяжёлого танкового полка прорыва 2-го гвардейского механизированного корпуса 46-й армии 3-го Украинского фронта                                                                                   | гвардии старший лейтенант     | 15.07.1919 — 25.12.1944                   | [ БС 24 ] [ ГС 96 ] [ НЛ 84 ]   |
| 97    | Га́льцев Иван Сергеевич                                                                                              | 31.05.1945            | пехота       | командир взвода 266-го гвардейского стрелкового полка 88-й гвардейской стрелковой дивизии 8-й гвардейской армии 1-го Белорусского фронта | гвардии лейтенант             | 17.09.1925 — 02.01.1982                   | [ БС 25 ] [ ГС 97 ] [ НЛ 85 ]   |
| 98    | Га́льченко Леонид Акимович укр. Гальченко Леонід Якимович                                                            | 06.06.1942            | авиация      | командир эскадрильи 145-го истребительного авиационного полка 1-й смешанной авиационной дивизии ВВС 14-й армии Карельского фронта | капитан                       | 02.04.1912 — 26.09.1986                   | [ БС 25 ] [ ГС 98 ] [ НЛ 86 ]   |
| 99    | Га́льченко Николай Петрович укр. Гальченко Микола Петрович                                                           | 10.01.1944            | пехота       | командир пулемётного расчёта 615-го стрелкового полка 167-й стрелковой дивизии 38-й армии 1-го Украинского фронта | младший сержант               | 19.12.1920 — 09.12.1943                   | [ БС 25 ] [ ГС 99 ] [ НЛ 87 ]   |
| 100   | Галя́ткин Пётр Иванович                                                                                              | 22.02.1944            | комиссар     | комсорг батальона 178-го гвардейского стрелкового полка 60-й гвардейской стрелковой дивизии 12-й армии 3-го Украинского фронта | гвардии старший сержант       | 1922 — 26.11.1943                         | [ БС 25 ] [ ГС 100 ] [ НЛ 88 ]  |
| 101   | Гаманко́в Ефрем Иванович                                                                                             | 03.02.1940            | —            | матрос ледокольного парохода «Георгий Седов» Главного управления Северного морского пути | —                             | 29.05.1912 — 15.05.1951                   | ——                              |
| 102   | Гамаю́н Василий Илларионович укр. Гамаюн Василь Ілларіонович                                                         | 13.04.1944            | авиация      | старший лётчик 235-го штурмового авиационного полка 264-й штурмовой авиационной дивизии 5-го штурмового авиационного корпуса 2-й воздушной армии 1-го Украинского фронта                                                                           | лейтенант                     | 1921 — 01.09.1944                         | [ БС 25 ] [ ГС 102 ] [ НЛ 89 ]  |
| 103   | Гамза́тов Магомед Юсупович                                                                                           | 17.11.1943            | пехота       | командир батальона 6-го гвардейского стрелкового полка 2-й гвардейской стрелковой дивизии 56-й армии Северо-Кавказского фронта | гвардии майор                 | 05.05.1910 — 05.09.1976                   | [ БС 25 ] [ ГС 103 ] [ НЛ 90 ]  |
| 104   | Га́мзин Владимир Васильевич                                                                                          | 23.02.1945            | авиация      | помощник по воздушно-стрелковой службе командира 74-го гвардейского штурмового авиационного полка 1-й гвардейской штурмовой авиационной дивизии 1-й воздушной армии 3-го Белорусского фронта                                                       | гвардии капитан               | 29.09.1919 — 01.11.2001                   | [ БС 25 ] [ ГС 104 ] [ НЛ 91 ]  |
| 105   | Га́мов Дмитрий Васильевич                                                                                            | 24.03.1945            | инженер      | понтонёр 103-го отдельного моторизированного понтонно-мостового батальона 1-й понтонно-мостовой бригады РГК в составе 46-й армии 2-го Украинского фронта                                                                                           | красноармеец                  | 1924 — 25.06.1964                         | [ БС 26 ] [ ГС 105 ] [ НЛ 92 ]  |
| 106   | Гамцемли́дзе Шота Леонович груз. გამცემლიძე შოთა                                                                     | 24.03.1945            | пехота       | командир отделения противотанковых ружей мотострелкового батальона 4-й гвардейской мотострелковой бригады 2-го гвардейского танкового корпуса 3-го Белорусского фронта                                                                             | гвардии младший сержант       | 1921 — 20.01.1945                         | [ БС 27 ] [ ГС 106 ] [ НЛ 93 ]  |
| 107   | Ганга́ев Алексей Кузьмич                                                                                             | 25.10.1943            | пехота       | заместитель по строевой части командира батальона 256-го стрелкового полка 30-й стрелковой дивизии 23-го стрелкового корпуса 47-й армии Воронежского фронта                                                                                        | старший лейтенант             | 17.05.1917 — 17.03.1990                   | [ БС 27 ] [ ГС 107 ] [ НЛ 94 ]  |
| 108   | Ганже́ла Иван Васильевич                                                                                             | 15.01.1944            | артиллерия   | наводчик противотанкового ружья 7-го гвардейского истребительного противотанкового дивизиона 7-го гвардейского кавалерийского корпуса 61-й армии Центрального фронта                                                                               | гвардии красноармеец          | 15.10.1924 — 22.09.1968                   | [ БС 27 ] [ ГС 108 ] [ НЛ 95 ]  |
| 109   | Гану́щенко Владимир Васильевич укр. Ганущенко Володимир Васильович                                                   | 21.02.1945            | артиллерия   | командир орудия 306-го отдельного истребительно-противотанкового дивизиона 247-й стрелковой дивизии 69-й армии 1-го Белорусского фронта | старший сержант               | 02.05.1922 — 03.08.1944                   | [ БС 27 ] [ ГС 109 ] [ НЛ 96 ]  |
| 110   | Ганю́шин Пётр Михайлович                                                                                             | 24.12.1943            | артиллерия   | командир огневого взвода 106-го отдельного истребительно-противотанкового дивизиона 23-й стрелковой дивизии 47-й армии Воронежского фронта | лейтенант                     | 1919 — 02.10.1943                         | [ БС 27 ] [ ГС 110 ] [ НЛ 97 ]  |
| 111   | Гапеёнок Николай Иванович бел. Гапяёнак Мікалай Іванавіч                                                            | 27.06.1945            | авиация      | заместитель командира эскадрильи 81-го гвардейского бомбардировочного авиационного полка 1-й гвардейской бомбардировочной авиационной дивизии 6-го гвардейского бомбардировочного авиационного корпуса 2-й воздушной армии 1-го Украинского фронта | гвардии капитан               | 17.04.1919 — 21.10.2008                   | [ БС 28 ] [ ГС 111 ] [ НЛ 98 ]  |
| 112   | Гапо́н Григорий Евдокимович укр. Гапон Григорій Євдокимович                                                          | 27.06.1945            | танкист      | командир взвода танков Т-34 87-го отдельного танкового полка 7-й гвардейской кавалерийской дивизии 1-го гвардейского кавалерийского корпуса 1-го Украинского фронта                                                                                | лейтенант                     | 05.05.1922 — 01.11.2009                   | [ БС 29 ] [ ГС 112 ] [ НЛ 99 ]  |
| 113   | Гапо́ненко Даниил Васильевич                                                                                         | 09.09.1957            | авиация      | лётчик-испытатель Государственного научно-испытательного института ВВС | подполковник                  | 24.12.1921 — 28.02.1995                   | ——                              |
| 114   | Гапо́нов Григорий Семёнович укр. Гапонов Григорій Семенович                                                          | 24.03.1945            | пехота       | командир взвода 453-го стрелкового полка 78-й стрелковой дивизии 27-й армии 2-го Украинского фронта | сержант                       | 04.04.1909 — 29.05.1974                   | [ БС 29 ] [ ГС 114 ] [ НЛ 100 ] |
| 115   | Гапо́нов Ефим Васильевич                                                                                             | 01.11.1943            | артиллерия   | командир орудия 92-го истребительно-противотанкового артиллерийского полка 6-й отдельной истребительно-противотанковой артиллерийской бригады РГК в составе 44-й армии 4-го Украинского фронта                                                     | старший сержант               | 15.11.1912 — 24.10.1943                   | [ БС 29 ] [ ГС 115 ] [ НЛ 101 ] |
| 116   | Гара́м Михаил Александрович укр. Гарам Михайло Олександрович                                                         | 22.02.1943            | авиация      | старший лётчик 32-го гвардейского истребительного авиационного полка 210-й истребительной авиационной дивизии 1-го истребительного авиационного корпуса 3-й воздушной армии Калининского фронта                                                    | гвардии старший лейтенант     | 11.02.1918 — 28.06.1944                   | [ БС 29 ] [ ГС 116 ] [ НЛ 102 ] |
| 117   | Гара́нин Алексей Дмитриевич                                                                                          | 31.12.1942            | авиация      | командир звена 2-го гвардейского авиационного полка 3-й авиационной дивизии Авиации дальнего действия | гвардии капитан               | 28.03.1921 — 28.06.1943                   | [ БС 29 ] [ ГС 117 ] [ НЛ 103 ] |
| 118   | Гара́нин Владимир Иванович                                                                                           | 27.03.1942            | авиация      | заместитель командира эскадрильи 254-го истребительного авиационного полка 14-й смешанной авиационной дивизии Юго-Западного фронта | младший лейтенант             | 10.10.1920 — 20.03.1969                   | [ БС 29 ] [ ГС 118 ] [ НЛ 104 ] |
| 119   | Гара́нь Алексей Фёдорович укр. Гарань Олексій Федорович                                                              | 13.09.1944            | пехота       | стрелок 936-го стрелкового полка 254-й стрелковой дивизии 52-й армии 2-го Украинского фронта | красноармеец                  | 1914 — 08.12.1969                         | [ БС 30 ] [ ГС 119 ] [ НЛ 105 ] |
| 120   | Гаранья́н Эрвант Георгиевич (Гаранян Ерванд Геворкович) арм. Գարանյան Երվանդ Գևորգի                                  | 15.01.1944            | артиллерия   | командир орудия батареи 45-мм пушек 215-го гвардейского стрелкового полка 77-й гвардейской стрелковой дивизии 61-й армии Центрального фронта | гвардии старшина              | 20.12.1903 — 24.11.1995                   | [ БС 30 ] [ ГС 120 ] [ НЛ 106 ] |
| 121   | Гардапха́дзе Ахматгер Бухулович груз. გარდაფხაძე ახმატგერ                                                            | 06.02.1984            | авиация      | пилот-инструктор экипажа самолёта Ту-134А управления гражданской авиации Тбилисского авиационного предприятия | —                             | род. 15.05.1943                           | ——                              |
| 122   | Гардема́н Григорий Иванович                                                                                          | 31.03.1943            | комиссар     | политрук роты 71-го стрелкового полка 30-й стрелковой дивизии 56-й армии Южного фронта | политрук                      | 11.09.1907 — 08.03.1942                   | [ БС 30 ] [ ГС 122 ] [ НЛ 107 ] |
| 123   | Гаре́ев Муса Гайсинович баш. Гәрәев Муса Ғaйса улы                                                                   | 23.02.1945 19.04.1945 | авиация      | командир эскадрильи 76-го гвардейского штурмового авиационного полка 1-й гвардейской штурмовой авиационной дивизии 1-й воздушной армии 3-го Белорусского фронта                                                                                    | гвардии капитан гвардии майор | 09.06.1922 — 17.09.1987                   | [ БС 30 ] [ ГС 123 ] [ НЛ 108 ] |
| 124   | Га́рин Борис Иванович                                                                                                | 04.02.1944            | авиация      | командир эскадрильи 617-го штурмового авиационного полка 291-й штурмовой авиационной дивизии 2-й воздушной армии Воронежского фронта | капитан                       | 03.10.1921 — 02.05.1984                   | [ БС 30 ] [ ГС 124 ] [ НЛ 109 ] |
| 125   | Гарифу́ллин Габдулла Гарифуллович тат. Гарифуллин Габдулла Гарифулла улы                                             | 15.05.1946            | артиллерия   | командир орудия 54-го лёгкого артиллерийского полка 20-й лёгкой артиллерийской бригады 2-й артиллерийской дивизии 6-го артиллерийского корпуса прорыва РГК в составе 5-й ударной армии 1-го Белорусского фронта                                    | сержант                       | 03.01.1925 — 01.08.2002                   | [ БС 30 ] [ ГС 125 ] [ НЛ 110 ] |
| 126   | Гарку́ша Кузьма Дмитриевич                                                                                           | 09.10.1943            | авиация      | командир эскадрильи 907-го истребительного авиационного полка особого нзначения 101-й истребительной авиационной дивизии Воронежско-Борисоглебского дивизионного района ПВО                                                                        | старший лейтенант             | 03.08.1917 — 21.01.1983                   | [ БС 30 ] [ ГС 126 ] [ НЛ 111 ] |

| Навигационная таблица | Навигационная таблица                |
| --------------------- | ------------------------------------ |
| «Г»                   | Габайдулин Геннадий — Гаркуша Кузьма |
| «Г»                   | Гаркуша Николай — Гнидаш Кузьма      |
| «Г»                   | Гнидо Пётр — Горбач Михаил           |
| «Г»                   | Горбач Феодосий — Грецкий Пётр       |
| «Г»                   | Гречаный Парфентий — Губанов Николай |
| «Г»                   | Губарев Алексей — Гущин Фёдор        |